# Crab Orchard (Nebraska)
Crab Orchard é uma vila localizada no estado americano de Nebraska, no Condado de Johnson.

## Demografia
Segundo o censo americano de 2000, a sua população era de 49 habitantes.
Em 2006, foi estimada uma população de 47, um decréscimo de 2 (-4.1%).

## Geografia
De acordo com o United States Census Bureau, a localidade tem uma área de 0,4 km², sem área coberta por água. Crab Orchard localiza-se a aproximadamente 392 m acima do nível do mar.

## Localidades na vizinhança
O diagrama seguinte representa as localidades num raio de 16 km ao redor de Crab Orchard.